# Oskar Schindler

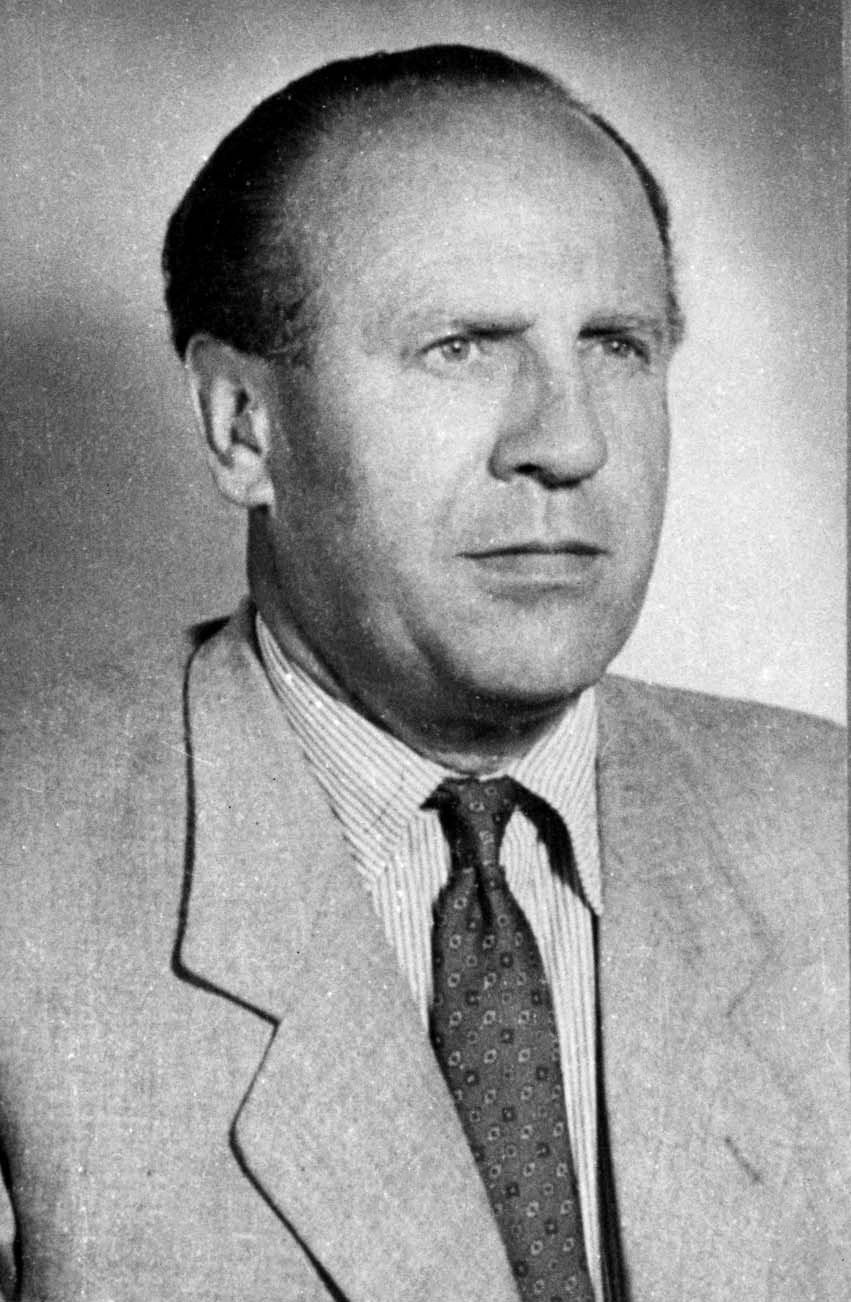
Oskar Schindler in Argentinien nach Ende des Zweiten Weltkrieges

Oskar Schindler (* 28. April 1908 in Zwittau, Mähren, Österreich-Ungarn; † 9. Oktober 1974 in Hildesheim, Bundesrepublik Deutschland) war ein deutschmährischer Unternehmer, der während des Zweiten Weltkrieges gemeinsam mit seiner Frau Emilie etwa 1200 bei ihm angestellte jüdische Zwangsarbeiter vor der Ermordung in den Vernichtungslagern des NS-Staates bewahrte.
Thomas Keneallys halbdokumentarischer Roman Schindlers Liste (1982) und die darauf basierende gleichnamige Verfilmung (1993) durch Steven Spielberg machten seine Person und sein Wirken zur Rettung der Juden einem größeren Publikum bekannt. Die staatliche israelische Holocaust-Gedenkstätte Yad Vashem erkannte Schindler 1967 für die Rettung der Zwangsarbeiter als Gerechten unter den Völkern an. Am 24. Juli 1993 bestätigte Yad Vashem diese ursprüngliche Entscheidung und erweiterte die Anerkennung auch auf Schindlers Frau, Emilie Schindler.

## Leben

### Kindheit und Jugend
Oskar Schindler wurde im April 1908 als Sohn des Landmaschinenfabrikanten Johann „Hans“ Schindler und dessen Frau Franziska „Fanny“ (geb. Luser) in Zwittau im damaligen Österreich-Ungarn geboren. Seine Eltern heirateten 1907 und hatten neben ihm noch eine acht Jahre jüngere Tochter namens Elfriede (* 1915). Da Hans Schindler eine Fabrik für landwirtschaftliche Maschinen hatte, lebte die Familie bis zur Weltwirtschaftskrise in relativem Wohlstand. Allerdings war das Familienleben durch den Alkoholismus und die Untreue des Vaters nicht harmonisch. Die Kinder der jüdischen Nachbarsfamilien gehörten zu ihren Spielgefährten.
Schindler besuchte 1915 die Volksschule, danach die Realschule und anschließend das höhere Realgymnasium. Mit 16 Jahren wurde er jedoch von der Schule verwiesen, weil er sein Zeugnis gefälscht hatte. Im väterlichen Betrieb absolvierte er eine Lehrausbildung. Er wurde römisch-katholisch erzogen, wandte sich aber als Erwachsener für längere Zeit von der Glaubenspraxis ab. Die fromme Mutter grämte sich, weil Oskar Schindler als Erwachsener – wie sein Vater – dem Gottesdienst immer öfter fernblieb. In den Jahren 1926 bis 1929 war er ein begeisterter Motorradfahrer. Im Alter von 19 Jahren (1928) heiratete er Emilie Pelzl, die Tochter eines wohlhabenden Landwirts aus Alt Moletein. Auch sie war katholisch erzogen und wurde von ihren Eltern für ein Jahr in ein Kloster geschickt. Ihr Vater, ein Gutsbesitzer, missbilligte die frühe Heirat seiner Tochter mit einem „unfertigen Mann“. Kurz nach der Heirat wurde Schindler zum Militärdienst des Heeres der Ersten Tschechoslowakischen Republik eingezogen.

### Spionage für das Deutsche Reich
Nach der Schließung der väterlichen Landmaschinenfabrik durch die Auswirkungen der Weltwirtschaftskrise wirkte Schindler von 1935 bis 1939 als Agent für das deutsche Amt Ausland/Abwehr in Mährisch-Ostrau und Breslau. Sein Vorgesetzter zu dieser Zeit war Admiral Wilhelm Canaris.
Zur Tarnung war Schindler als kaufmännischer Leiter der Mährischen Elektrotechnischen AG in Brünn angestellt. 1935 trat er in die pronationalsozialistische Partei Konrad Henleins ein, die Sudetendeutsche Heimatfront, später Sudetendeutsche Partei (SdP).
Nachdem seine Spionagetätigkeit aufgedeckt worden war, wurde er für den Verrat tschechoslowakischer Eisenbahngeheimnisse an Deutschland wegen Hochverrats zum Tod verurteilt. Nur Hitlers Überfall auf die „Resttschechei“ 1939 verhinderte die Vollstreckung des Todesurteils.
Um sich industrielle Aufträge zu sichern, trat er 1939 in die NSDAP ein (Mitgliedsnummer 6.421.477) und schied im selben Jahr aus seiner Tätigkeit bei dem Generalkommando VIII in Breslau/Amt Canaris aus. In der Hoffnung, geschäftlich vom Krieg profitieren zu können, ging Schindler nach dem deutschen Überfall auf Polen nach Krakau.

### Wirtschaftlicher Aufstieg

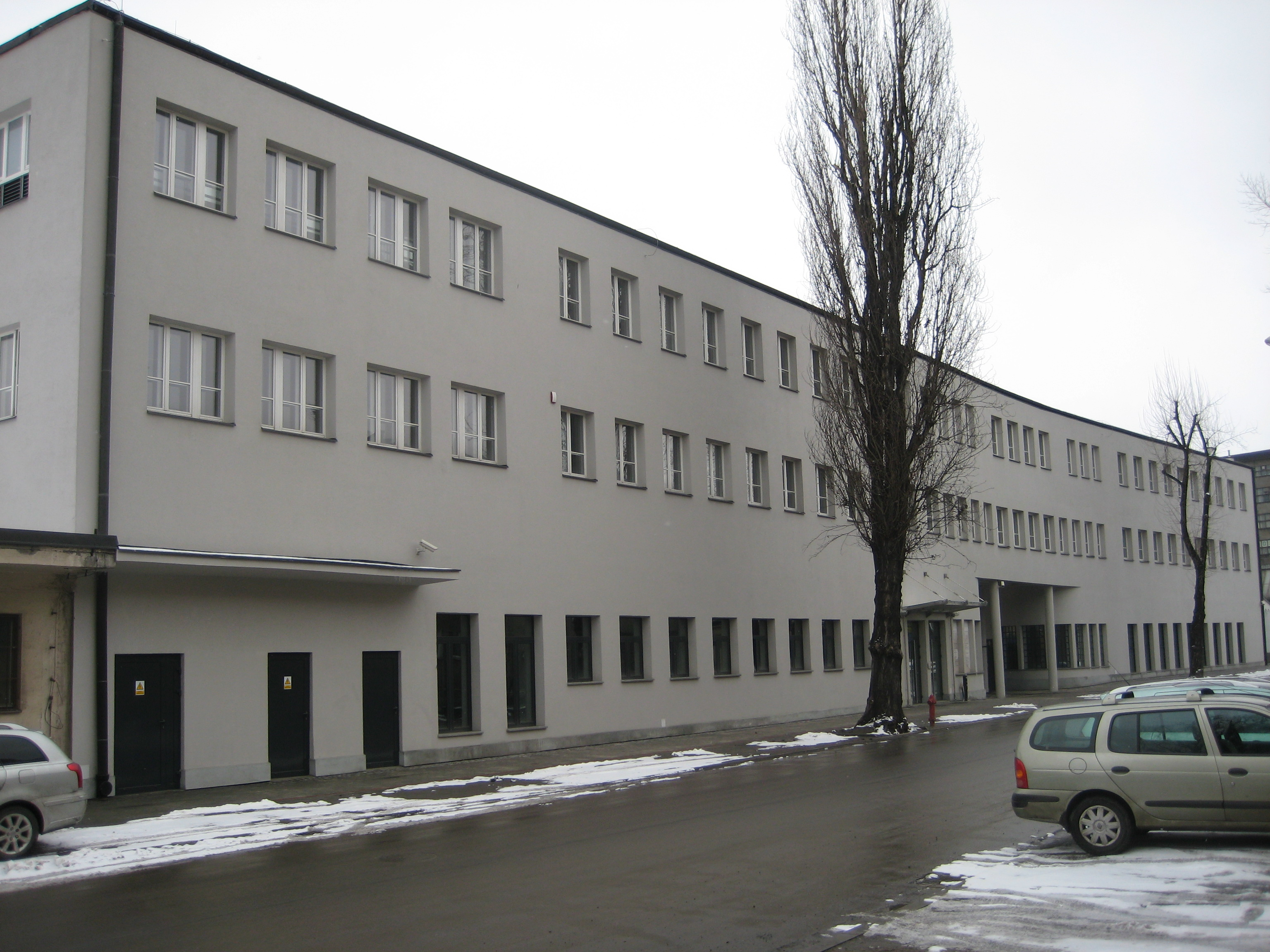
Schindlers Fabrik in Krakau (2009)

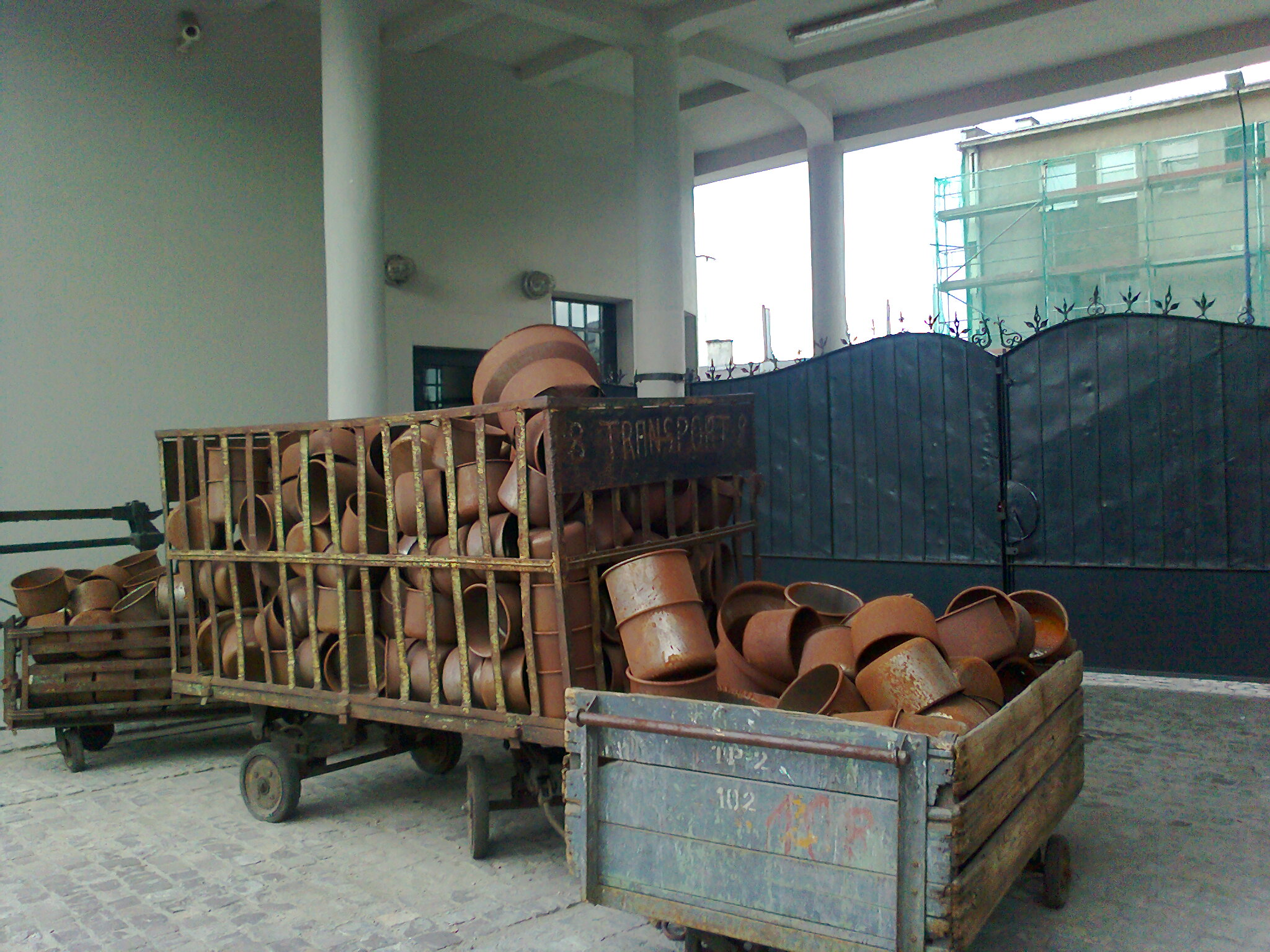
Halbprodukte der Fabrik

Im Oktober 1939 übernahm Schindler eine stillstehende Fabrik in Zabłocie bei Krakau, die er zunächst pachtete und später erwarb. Durch Schwarzhandel, bei dem er von seinem polnisch-jüdischen Buchhalter Abraham Bankier beraten wurde, erarbeitete er sich ein Vermögen. Blech war zu Kriegszeiten knappe Ware. Seine kleine Fabrik, die unzerbrechliches Küchengeschirr für die Wehrmacht und den Schwarzmarkt herstellte, wuchs sprunghaft. Bereits nach drei Monaten hatte sie 250 polnische Arbeiter, sieben von ihnen waren Juden. Das Ghetto Krakau wurde erst im März 1941 errichtet.
Schindler, ein Hedonist und Spieler, nahm den Lebensstil eines Lebemanns an und genoss das Leben in vollen Zügen. Er wurde von Zeitgenossen als gut aussehender, hochgewachsener Mann beschrieben, der sich gewandt auf dem gesellschaftlichen Parkett bewegte, ausschweifend zu feiern wusste und Erfolg bei Frauen hatte. Schindler war ein Unterstützer des Fußballsports. Er sponserte die Deutsche Turn- und Sportgemeinschaft (DTSG) Krakau, die in der Gauliga Generalgouvernement spielte, in der nur Vereine der deutschen Besatzer zugelassen waren.

### Rettung jüdischer Zwangsarbeiter

#### Deutsche Emaillewarenfabrik (DEF)
In der Zeit von 1939 bis Ende 1942 war sein Betrieb zu einer Emaille- und Munitionsfabrik gewachsen, die 45.000 Quadratmeter groß war und fast 800 Arbeitskräfte beschäftigte. Unter diesen waren 370 Juden aus dem im März 1941 errichteten Krakauer Ghetto. Die Deutsche Emaillewarenfabrik (DEF) wurde von Juden häufig Emalia genannt.
Schindlers Widerstand gegen das Regime entwickelte sich nicht aus ideologischen Gründen. Den zuvor opportunistischen Fabrikanten widerte die Behandlung der hilflosen jüdischen Bevölkerung an. Allmählich traten seine finanziellen Interessen gegenüber dem Verlangen zurück, so viele Juden wie möglich vor den Nationalsozialisten zu retten. Schließlich waren Schindler und seine Ehefrau nicht nur bereit, ihr gesamtes Vermögen (nach heutigem Wert eine Million Euro) für dieses Ziel auszugeben, sie setzten sogar ihr Leben aufs Spiel.
Die angestrebte Basis der Rettungsbemühungen war die Einstufung seiner Fabrik als kriegswichtige Produktionsstätte. Dies gelang ihm, denn die Militärverwaltung des besetzten Polen erkannte 1943 sein Emaillierwerk als Rüstungsbetrieb (Produktion von Granatenhülsen) an. Das ermöglichte ihm, sowohl wirtschaftlich lukrative Verträge abzuschließen als auch jüdische Arbeiter anzufordern, die unter der Kontrolle der SS standen.
Um dies zu erreichen, stellte er die Häftlinge als unabkömmlich für seine Produktion dar, deren Deportation das Erfüllen kriegswichtiger Aufträge verlangsamen würde. Auf diese Weise konnte er Ausnahmen erwirken, sobald Juden der Abtransport in Vernichtungslager drohte. Seinen Sekretär, Buchhalter und Finanzier Abraham Bankier beispielsweise bewahrte er am 3. Juni 1942 vor der Deportation nach Belzec. Auf riskante Weise nutzte er die zufällige Namensgleichheit mit Max Schindler, um mit einem beabsichtigten Missverständnis auf SS-Personal Einfluss zu bekommen. Schindler scheute sich bei seinem Vorgehen nicht, zu lügen oder Dokumente zu fälschen, indem er Akademiker und Kinder als qualifizierte Metallarbeiter ausgab. Ebenso konnte er im Schriftverkehr mit der SS mittels Ausstellung von „Blauscheinen“ sowie auch mit Hilfe von Geschenken und Bestechungsgeldern die Einstufung als kriegswichtiger Produktionsbetrieb erreichen. s.

#### Zwangsarbeitslager Plaszów und Schindlers Nebenlager
Am 13. März 1943 räumte die SS das Krakauer Ghetto. Die als arbeitstauglich eingestuften Juden wurden in das Zwangsarbeitslager Plaszów verlegt. Von ihnen überlebten letztendlich nur einige hundert. Die anderen Bewohner des Ghettos – etwa 2300 alte und geschwächte Erwachsene und Kinder – wurden am Tag darauf ins Vernichtungslager Auschwitz-Birkenau deportiert. Schindler konnte sich mit dem brutalen Lagerkommandanten Amon Göth in Plaszów anfreunden, der ihm erlaubte, seine jüdischen Fabrikarbeiter in einem eigenen Lager in der Krakauer Lipowastraße unterzubringen. Um das neu entstandene Lager wurden Wachtürme errichtet, die SS betrat es jedoch selten. Die Arbeiter wurden durch einen Signalton vorgewarnt, sobald die SS eine Lagerinspektion plante. Das Betreten seines Fabrikgeländes war der SS verboten. Durch das Arrangement eines Nebenlagers war es ihm möglich, seinen Arbeitern vergleichsweise gute Bedingungen zu bieten und ihre mangelhaften Ernährungsrationen mit Lebensmitteln zu ergänzen, die er auf dem Schwarzmarkt kaufte.

#### Verhöre und Reise nach Ungarn
Schindler wurde mehrmals von der Gestapo vernommen, die ihn wegen Unregelmäßigkeiten, Bestechung der SS und der Begünstigung von Juden verdächtigte. Dies schreckte Schindler aber nicht davon ab, weiter zu handeln. Die Gestapo verhaftete und verhörte ihn 1941 wegen Schwarzmarktaktivitäten. Aufgrund einer Denunziation als „Judenküsser“ kam es am 29. April 1942 zu einer weiteren Verhaftung. Seine alten Kontakte zum Amt Ausland/Abwehr begünstigten unter anderem seine schnellen Haftentlassungen.
Von Historikern noch wenig erforscht ist die Nähe des Kontaktes zu seinem ehemaligen Vorgesetzten Admiral Canaris, für den Schindler vier Jahre beim Amt Ausland/Abwehr gearbeitet hatte. Canaris war von Hitler mehrfach kritisiert und für kurze Zeit vom Dienst suspendiert worden, nachdem er einen „Volljuden“ in der Abwehr eingesetzt hatte. Zudem hatte Canaris – der im April 1945 im KZ Flossenbürg hingerichtet wurde – „Halbjuden“ als V-Männer ins Ausland geschickt und hatte die Einsatzgruppen in Polen kritisiert. Canaris’ allgemeine Haltung gegenüber dem Holocaust ist allerdings umstritten.
Im Jahr 1943 reiste Schindler auf Bitte der US-amerikanischen Hilfsorganisation Joint heimlich nach Budapest, wo er sich im Hotel Pannonia mit ungarischen Juden traf. Er schilderte diesen die verzweifelte Lage der polnischen Juden und diskutierte Hilfsmöglichkeiten (siehe auch: Zeitgenössische Kenntnis vom Holocaust).

### Ab 1944: Umwandlung von Plaszów in ein KZ

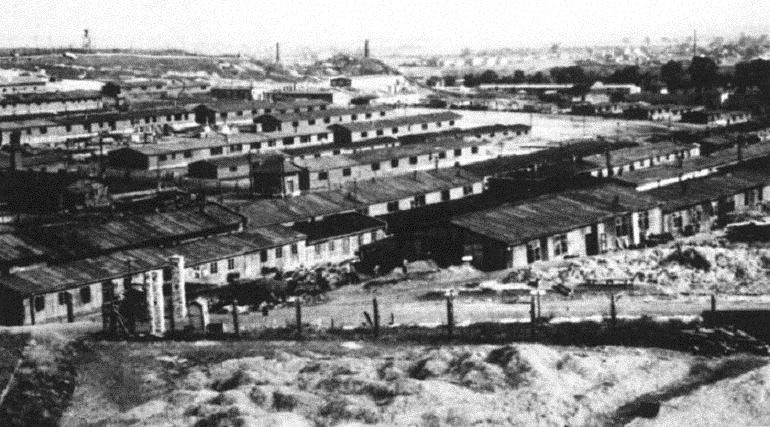
Arbeitslager Płaszów bei Krakau (1942)

Im Januar 1944 wurde das 1940 errichtete Zwangsarbeitslager Plaszów in ein KZ umgewandelt, das heißt in das reichsweite KZ-System und dessen Organisationsstruktur eingegliedert. Schindlers Lager, in dem seine Arbeiter wohnten, wurde nun KZ-Außenkommando genannt. Der Unterschied zwischen Außenlager und Außenkommando war schon im KZ Dachau eingeführt worden: Die Arbeiter eines Außenkommandos waren tagsüber zum Arbeitseinsatz am jeweiligen Rüstungsbetrieb und schliefen nachts im KZ, wo sie auch täglich zweimal auf dem Appellplatz antreten mussten. Die Arbeiter eines Außenlagers kehrten hingegen abends nicht zurück, sie wohnten und schliefen meistens in einem Lager beim Rüstungsbetrieb, das von KZ-Wachen kontrolliert wurde. Schindler hatte in diesem Fall dafür gesorgt, dass seine Arbeiter nur wochenends statt täglich ins KZ Plaszów zurückkehren mussten und dadurch der Willkür Göths entgehen konnten.
Faktisch bestand die gravierende Neuerung darin, dass das neu entstandene KZ und sein vermeintliches Außenkommando sich nun unter strengster Kontrolle der Inspektion der Konzentrationslager befanden, der Amtsgruppe D innerhalb des SS-Wirtschafts-Verwaltungshauptamts in Berlin. Amon Göth, den Schindler freundschaftlich mit seinem Spitznamen Mony ansprechen durfte, hatte neue Vorgesetzte bekommen. Für Schindler verkomplizierte sich die Sachlage enorm. Er musste nun versuchen, mit mehreren und noch unbekannten Personen zu verhandeln, um sie wohlgesinnt zu stimmen. Er reiste nach Berlin, um Sicherheit für seine Arbeiter und sein Lager auszuhandeln. Die Produktion von Blechgeschirr ließ er beenden, die Fabrik produzierte nun ausschließlich Munition.
Ab Sommer 1944 wurde bekannt, dass das KZ Plaszów aufgelöst werden sollte. Auch Schindlers zugehöriges Nebenlager hatte vom Heereswaffenamt Berlin einen Räumungsbefehl erhalten. Anstatt sich mit dem Millionengewinn seiner Kriegsproduktionsgeschäfte aus dem Staub zu machen und seine Arbeiter dem sicheren Tod zu überlassen, beschloss Schindler, mit seiner Fabrik umzuziehen und seine Arbeiter mitzunehmen. Der geplante sicherere Ort der neuen Fabrik war Brünnlitz in Mähren, das im Bezirk Zwittau lag, wo Schindler geboren und aufgewachsen war und viele Kontakte hatte.
Die strenge Kontrolle durch das SS-Wirtschafts-Verwaltungshauptamt hatte weitere Folgen. Im Herbst wurde SS-Hauptsturmführer Amon Göth durch die Gestapo verhaftet. Einer seiner SS-Leute hatte ihn aufgrund von Schwarzmarktgeschäften und Unterschlagung von Reichseigentum angezeigt. Während Göth in Untersuchungshaft war, übernahm der SS-Mann Arnold Büscher die Leitung des KZ Plaszow.

### KZ-Außenlager Brünnlitz in Zwittau

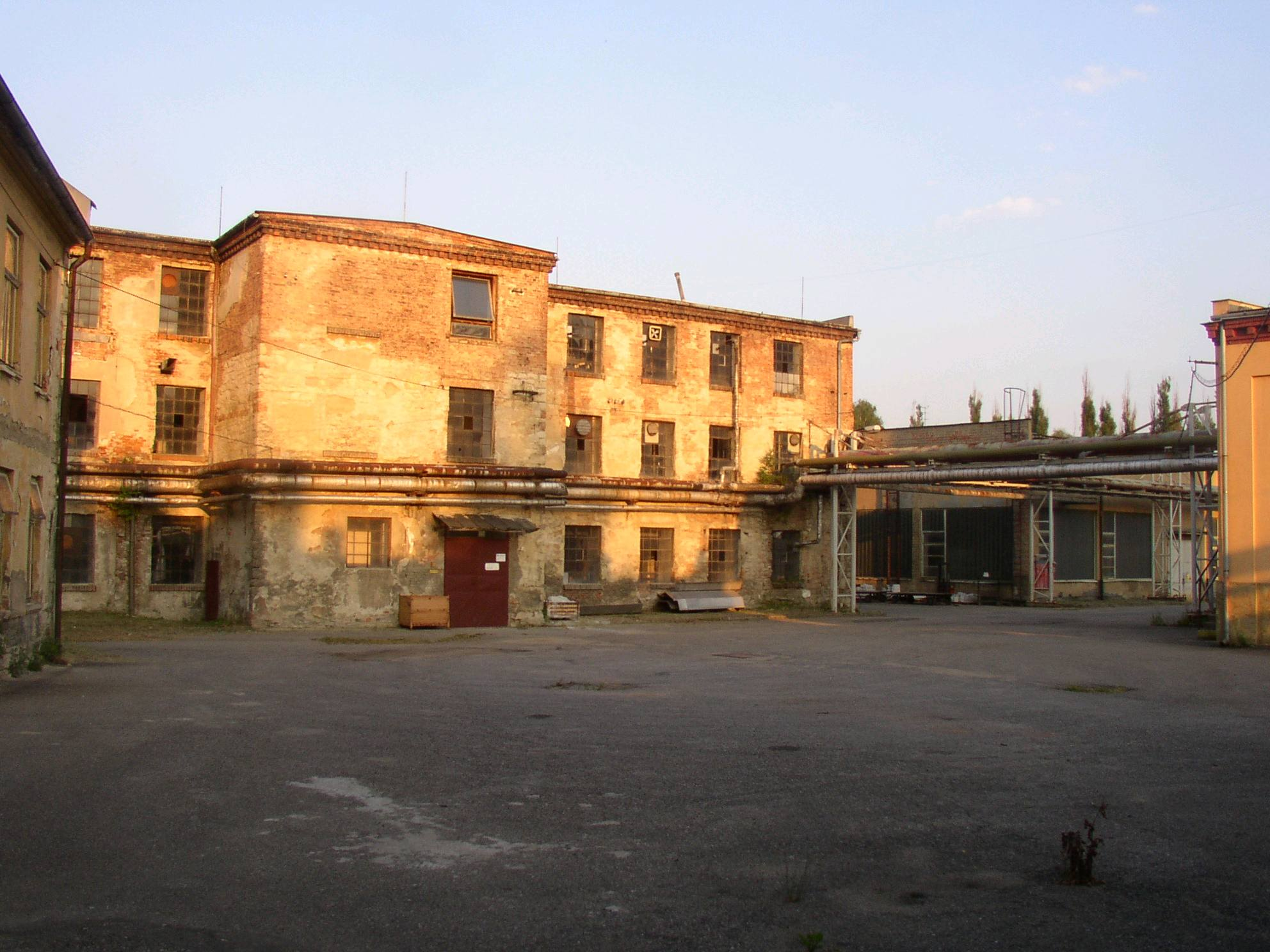
Schindlers Fabrik, Brünnlitz

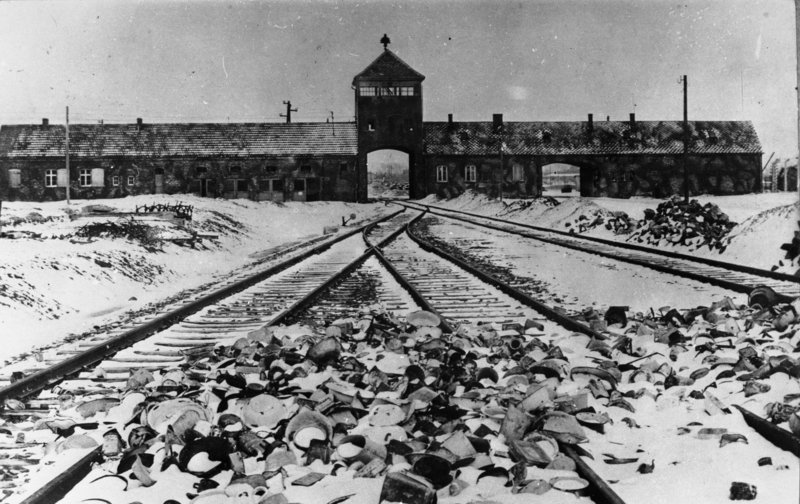
Foto vom Torhaus des Vernichtungslagers Auschwitz-Birkenau von der Lagerseite aus. Aufnahme Stanisław Mucha

Ende 1944 wurde das KZ Plaszów mit allen Außenlagern aufgrund des Vormarsches der Roten Armee geräumt. Die SS deportierte über 20.000 Juden aus Plaszów in das zirka 60 Kilometer entfernte Vernichtungslager Auschwitz.
Schindler war es gelungen, alle nötigen Genehmigungen zu erhalten, um seine kriegswichtige Produktion im mährischen Brünnlitz, Bezirk Zwittau, fortzusetzen. Die SS hatte ihm 800 Männer und 300 Frauen als Arbeiter bewilligt. Zu seinen bisherigen Arbeitern kam eine große Anzahl neuer Namen aus dem Lager Plaszów. Insgesamt umfasste die Liste der „Schindlerjuden“ schließlich 297 Frauen und 781 Männer. Die Übersiedlung der Männer in das Arbeitslager Brünnlitz, ein Außenlager des KZ Groß-Rosen, begann am 15. Oktober 1944.
Schindler gelang es, die Männer in Brünnlitz am Leben zu erhalten. Sein persönlicher Sekretär schaffte es, in Auschwitz die Ermordung der Frauen zu verhindern, indem er der Gestapo eine erhöhte Bezahlung von 7 Reichsmark pro Tag und Kopf versprach. Es handelte sich dabei nicht, wie häufig berichtet, um den einzigen Fall, in dem eine so große Gruppe die Vernichtungslager verlassen durfte, aber um den bekanntesten.
In den letzten Kriegstagen floh Schindler nach Deutschland. In Schindlers Produktionsstätten war keiner seiner Arbeiter geschlagen oder in ein Vernichtungslager deportiert worden, keiner starb eines unnatürlichen Todes.

### Nach Kriegsende

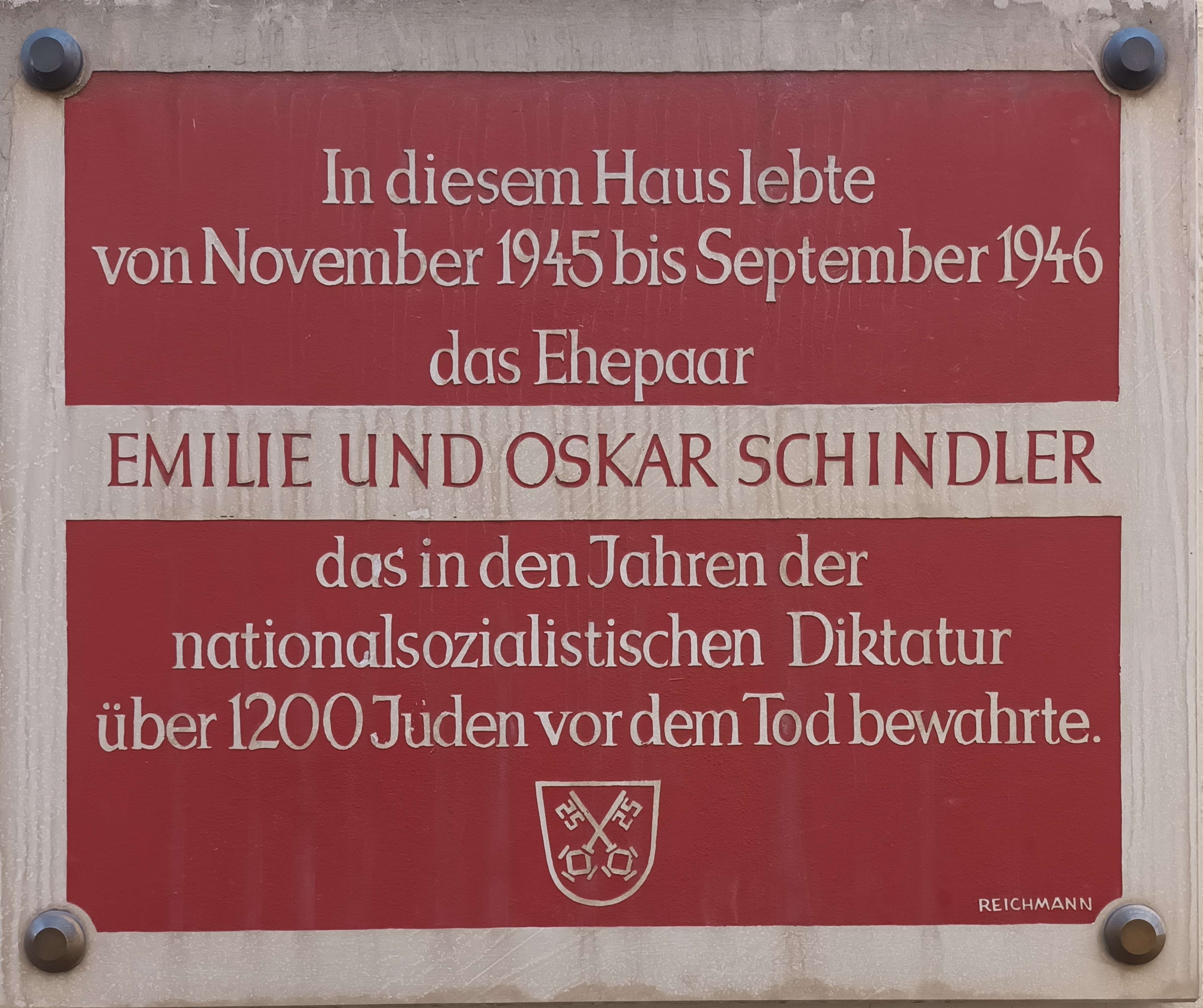
Gedenktafel für Oskar Schindler (in der Fassung von 2025), Regensburg

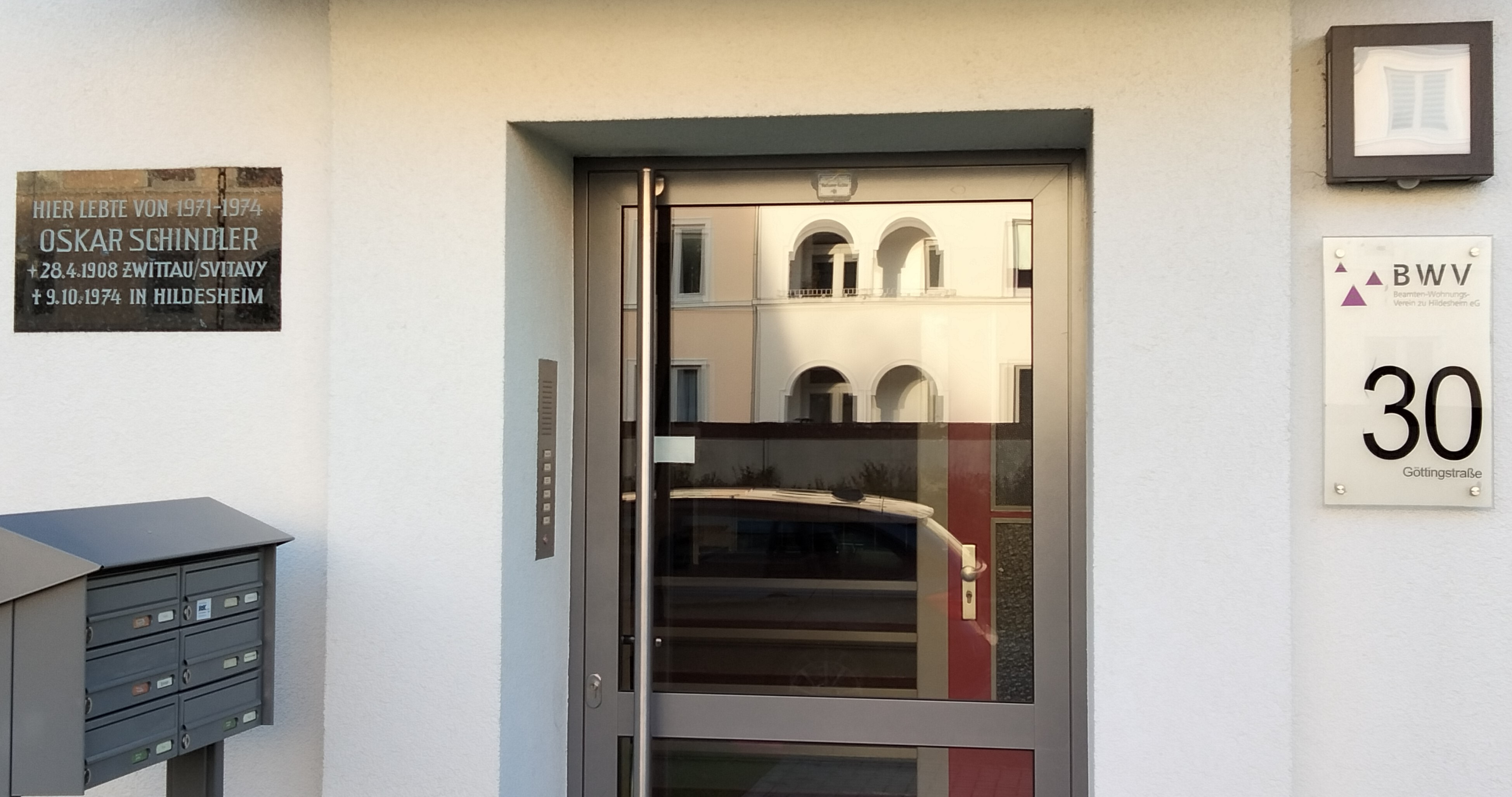
Gedenktafel für Oskar Schindler in Hildesheim, wo er 1974 starb

Finanziell war die Nachkriegszeit für Schindler wenig erfolgreich. Zunächst versuchten er und ein Teil seiner Begleitung, in Konstanz in die Schweiz illegal einzureisen. Einem Teil seiner nun noch achtköpfigen Begleitung gelang dies. Er wurde dabei von Schweizer Beamten festgenommen und der französischen Besatzungsmacht in Deutschland übergeben. Von November 1945 bis September 1946 wohnte er in der Altstadt von Regensburg im Anwesen Am Watmarkt 7, wo später eine Gedenktafel angebracht wurde, danach nördlich der Donau im Vorort Steinweg. Dann ließ er sich eine Zeitlang in San Vicente, Argentinien, nieder, wo er mit seiner Frau Emilie († 2001) eine Nutriafarm betrieb. Nachdem diese 1957 bankrottgegangen war, kehrte er alleine nach Westdeutschland zurück und betätigte sich als Handelsvertreter. Ein Versuch, als Betonfabrikant zu reüssieren, endete 1961 in der Insolvenz. Als von ihm gerettete Juden von seinen finanziellen Schwierigkeiten erfuhren, luden sie ihn nach Jerusalem ein.
Ab diesem Zeitpunkt lebte Oskar Schindler ein „geteiltes“ Leben: Die eine Hälfte des Jahres verbrachte er in Frankfurt am Main, wo er von der hessischen Landesregierung eine kleine Ehrenrente zugesprochen bekam und zurückgezogen in einer Einzimmerwohnung am Bahnhof lebte; die andere Hälfte des Jahres verweilte er bei von ihm geretteten Juden in Jerusalem. So verfuhr Schindler bis zu seinem Tod. An seinem ehemaligen Wohnhaus am Hauptbahnhof 4 in Frankfurt am Main ist eine Gedenktafel angebracht; seit April 2025 trägt der Vorplatz des Frankfurter Hauptbahnhofs den Namen "Emilie-und-Oskar-Schindler-Platz". Von 1971 bis 1974 wohnte Schindler in Hildesheim, Göttingstraße 30, wo ebenfalls eine Plakette angebracht wurde.
Am 9. Oktober 1974 verstarb er im St.-Bernward-Krankenhaus in Hildesheim. Er fand auf seinen Wunsch hin seine letzte Ruhe auf dem römisch-katholischen Franziskanerfriedhof am Berg Zion in Jerusalem. Bis heute besuchen zahlreiche Juden sein Grab und ehren ihn, indem sie dort einen kleinen Stein niederlegen.
Zwei Jahre vor seinem Tod wurde ihm in der Hebräischen Universität ein Raum gewidmet, in dem ein Buch, das seine Taten schildert, und eine Liste mit den Namen aller durch ihn geretteten Juden ausliegen.

Einer breiteren Öffentlichkeit bekannt wurde Oskar Schindler zuerst 1982 in der angelsächsischen Welt durch den halb-dokumentarischen Roman Schindler’s Ark (deutsch „Schindlers Liste“) des australischen Schriftstellers Thomas Keneally, der im selben Jahr mit dem Booker Prize und dem Los Angeles Times Book Prize ausgezeichnet wurde, und dann weltweit 1993 durch den Film Schindlers Liste.

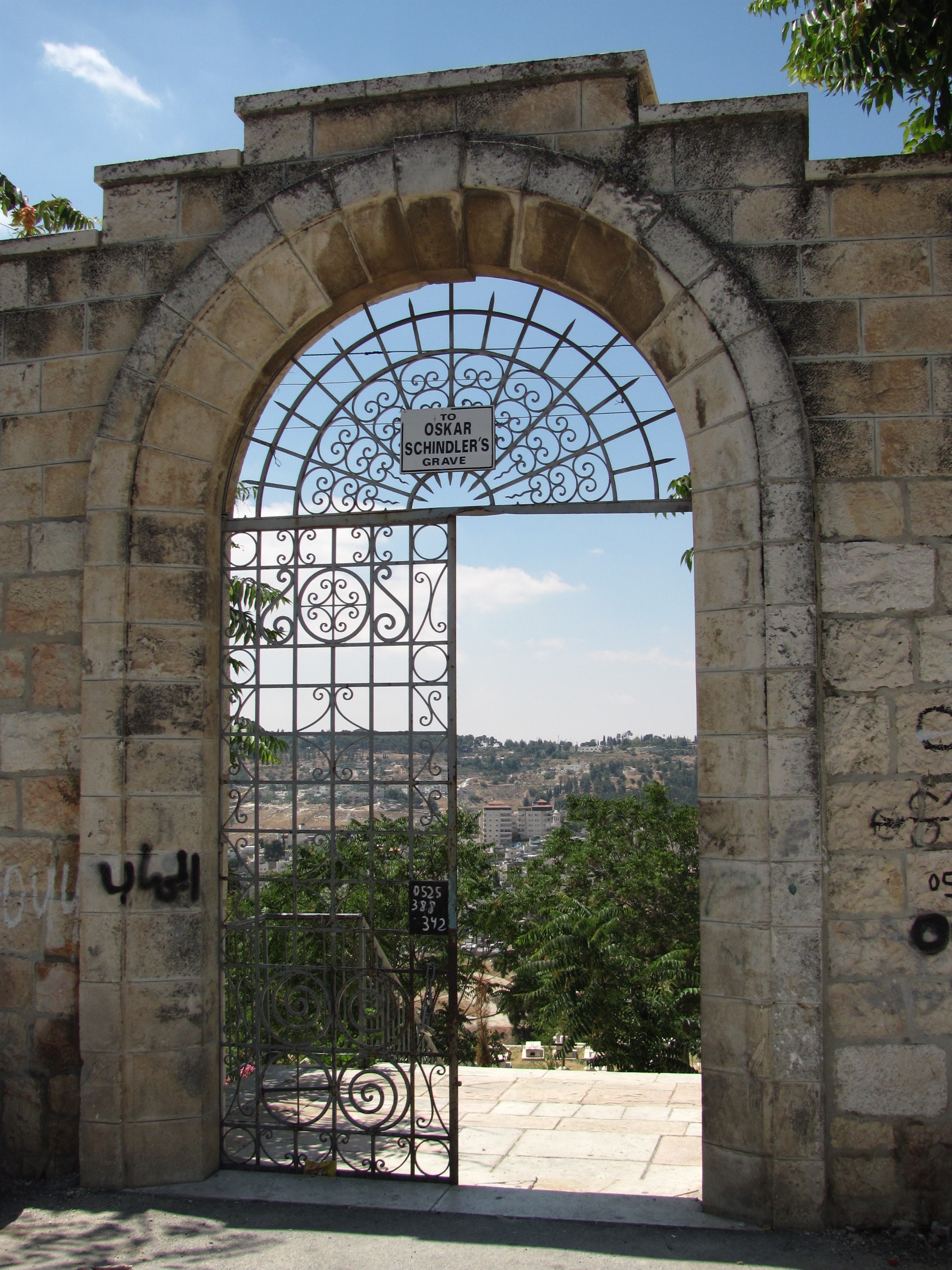
Tor mit der Aufschrift „To Oskar Schindler’s Grave“, Jerusalem

## Hinterlassenschaft und Nachwirkungen

### „Schindlerjuden“
Die von Schindler geretteten jüdischen Männer und Frauen bezeichneten sich selbst untereinander häufig als „Schindlerjuden“. Leopold Page, einer der Geretteten, kam 1980 mit dem Autor Thomas Keneally in Kontakt, der daraufhin einen Roman über Schindler verfasste. Der bis dahin völlig unbekannte und ausschließlich innerhalb der Geretteten bekannte Begriff „Schindlerjuden“ verbreitete sich anschließend durch Zeitungsberichte sowie durch den Film Schindlers Liste (1993).
Nach ihrer Befreiung 1945 verteilten sich die geretteten Häftlinge in alle Welt. Einige von ihnen, darunter Mieczysław Pemper und Wolf Weil, ließen sich in Deutschland nieder. Auch die Eltern von Michel Friedman gehörten dazu. Man schätzt, dass zu Beginn der 1990er Jahre noch etwa 400 sich selbst so bezeichnende „Schindlerjuden“ lebten, die Hälfte von ihnen in Israel. Der letzte deutsche Überlebende dieser „Schindlerjuden“ war Jerzy Gross, der zuletzt auch öffentlich über sein Schicksal berichtete. Moshe Bejski († 2007), selbst Nummer 531 auf Schindlers Liste und später Richter am Obersten Gerichtshof Israels, beschrieb das Wesen und Wirken Schindlers:

„Wäre er ein Durchschnittsmensch gewesen, wäre er sicher nicht fähig gewesen, das zu tun, was er für uns getan hat.“

In einem von ZDFinfo ausgestrahlten Fernsehinterview sprach Moshe Bejski von interner Kritik aus den eigenen Reihen der Überlebenden, weil von Einzelnen eingewandt wurde, das Geld, das man Schindler sende, würde dieser wohl (ohnehin) „wieder versaufen“, woraufhin Bejski entgegnete:

„Wäre Schindler nicht gewesen, wie er war, wären wir auch nicht mehr gewesen. Das Glück war, dass Schindler war, wie er war. […] Das ist Schindler. Die Normalen haben nicht [das] gemacht, was Schindler gemacht hat.“

Gemäß Zeitzeugenberichten besaß Schindler mehrere hohe NSDAP-Parteiauszeichnungen, die wesentlich dazu beitrugen, Eindruck bei der SS zu hinterlassen, und ihm halfen, leichter Türen zu öffnen. Schindler soll Träger des Blutordens gewesen sein, ebenso Träger des Goldenen Parteiabzeichens, wie im Film dargestellt. Der Besitz der Abzeichen ist historisch nicht belegt. Nachweisbar ist jedoch, dass Schindler kein durchschnittliches NSDAP-Mitglied war, sondern tendenziell heldenhaftes Ansehen bei der SS genoss.

### Schindlers Koffer
Im Oktober 1999 wurde auf dem Dachboden der Wohnung seiner letzten Geliebten, Annemarie Staehr, in Hildesheim ein Koffer mit 7000 Schriftstücken und Fotos gefunden. Darin befanden sich eine originale Liste der von Oskar Schindler geretteten Juden sowie eine komplette Auflistung seiner der SS erwiesenen Gefälligkeiten. Alle Ausgaben für Lebensmittel waren penibel vermerkt. Als zwei Journalisten der Stuttgarter Zeitung, Claudia Keller und Stefan Braun, von dem Koffer erfuhren, ließen sie den Inhalt im Bundesarchiv in Koblenz sichten, katalogisieren und in säurefreie Mappen verpacken. Die Zeitung übergab den wertvollen Fund anschließend an die Gedenkstätte Yad Vashem.
Emilie Schindler, seiner Witwe, wurden davon Kopien gesendet. Sie forderte jedoch den Koffer als rechtmäßige Erbin für sich. Mitte 2001 erhielt sie nach einem Vergleich 25.000 DM von der Stuttgarter Zeitung; der Koffer verblieb in Yad Vashem.

### Schindlers Liste
Listen gehörten zum unabdingbaren Lageralltag eines KZ. Auch Schindlers Liste musste mehrfach angefertigt, das heißt, auf der Schreibmaschine abgetippt werden. Schindler begann im Herbst 1944, die Liste zu erstellen. Anders als im Film dargestellt, diktierte er die Liste nicht. Ihre Erstellung dauerte länger als einige Stunden. An der Liste beteiligt waren mehrere Personen, unter anderen Itzhak Stern, Hilde Berger, Abraham Bankier und Marcel Goldberg. Letzterem wurde später vorgeworfen, er habe Bestechungsmittel in Form von Edelsteinen angenommen, um bevorzugte Personen auf die lebensrettende Liste zu setzen.
Zeitungsberichten zufolge existieren noch vier authentische Abschriften von Schindlers Liste: Zwei Originalabschriften sind im Besitz der Gedenkstätte Yad Vashem in Jerusalem, eine weitere befindet sich im Besitz einer US-Gedenkstätte. Eine vierte Abschrift, deren Echtheit bestätigt ist, befand sich im Besitz Itzhak Sterns (Erstellungsdatum der Liste: 18. April 1945), der sie an seinen Neffen weitergab. 2010 wechselte das Dokument für 2,2 Millionen US-Dollar (2.706.000 Euro) den Besitzer. Käufer war ein privater Sammler, der sie über den Händler Gary J. Zimet erwarb. Erika Rosenberg hatte vor Gericht versucht, den Verkauf unterbinden zu lassen: Der Wille von Oskar und Emilie Schindler sei gewesen, dass die Nachweise über die Rettung der Juden in deutschen Museen der Öffentlichkeit zugänglich seien. Sie wies auf die ärmlichen Verhältnisse hin, in denen die Schindlers gelebt hätten, und kritisierte den Millionenerlös der Dokumente sowie den Verkauf an private Interessenten statt an Museen.
Im Juli 2013 stellte Zimet die Liste erneut zum Verkauf, dieses Mal allerdings auf der Auktionsplattform eBay. Der Startpreis betrug drei Millionen US-Dollar (zirka 3.844.000 Euro). Die Auktion blieb erfolglos, obwohl sie von einer halben Million Menschen besucht wurde und mehr als 13.000 Beobachter hatte.

### Fabrik als Gedenkstätte und Museum
Schindler hatte seine Emaillewarenfabrik im Oktober 1939, nach der Besetzung Polens, erworben. Nach Kriegsende kam es zu einer Verstaatlichung der Anlage, ab 1947 produzierte ein Telekommunikationsausrüster dort elektronische Bauteile. 2005 kaufte die Stadt Krakau das Gelände, das mit Unterstützung von EU-Geldern renoviert wurde und seit 2010 ein Museum ist.
„Die einstige Fabrik des deutsch-mährischen Unternehmers Oskar Schindler im ostböhmischen Brnenec (Brünnlitz) soll eine Holocaust-Gedenkstätte und Ziel für Touristen werden. Hinter der Initiative steht der Stiftungsfond Soa (Schoah), der das verfallene Areal bereits kaufte und weiteres Geld für das Projekt sucht“, berichtet laut ORF die tschechische Tageszeitung Právo vom 15. August 2016.

## Ehrungen

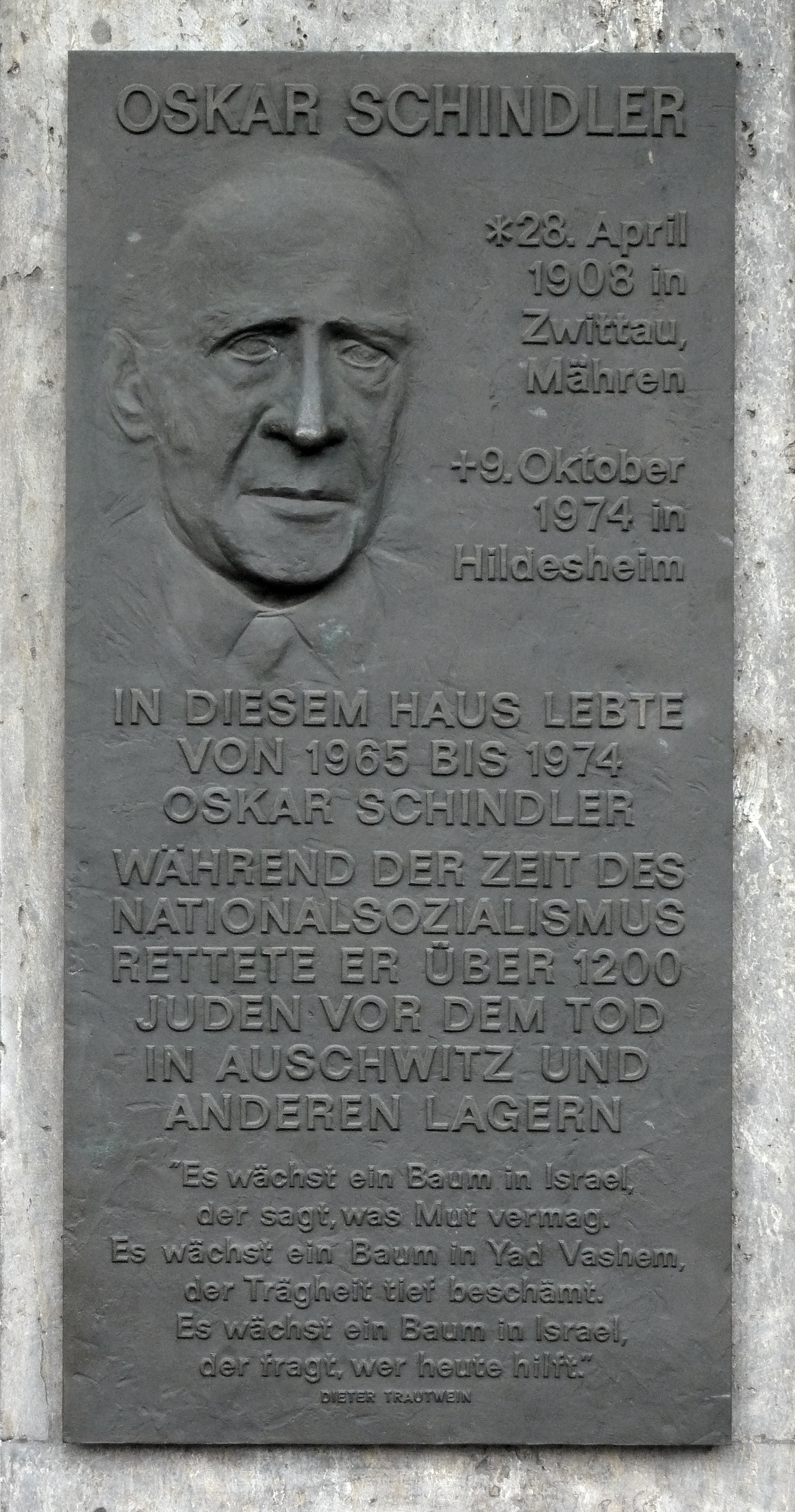
Gedenktafel für Schindler an dessen Wohnhaus in Frankfurt

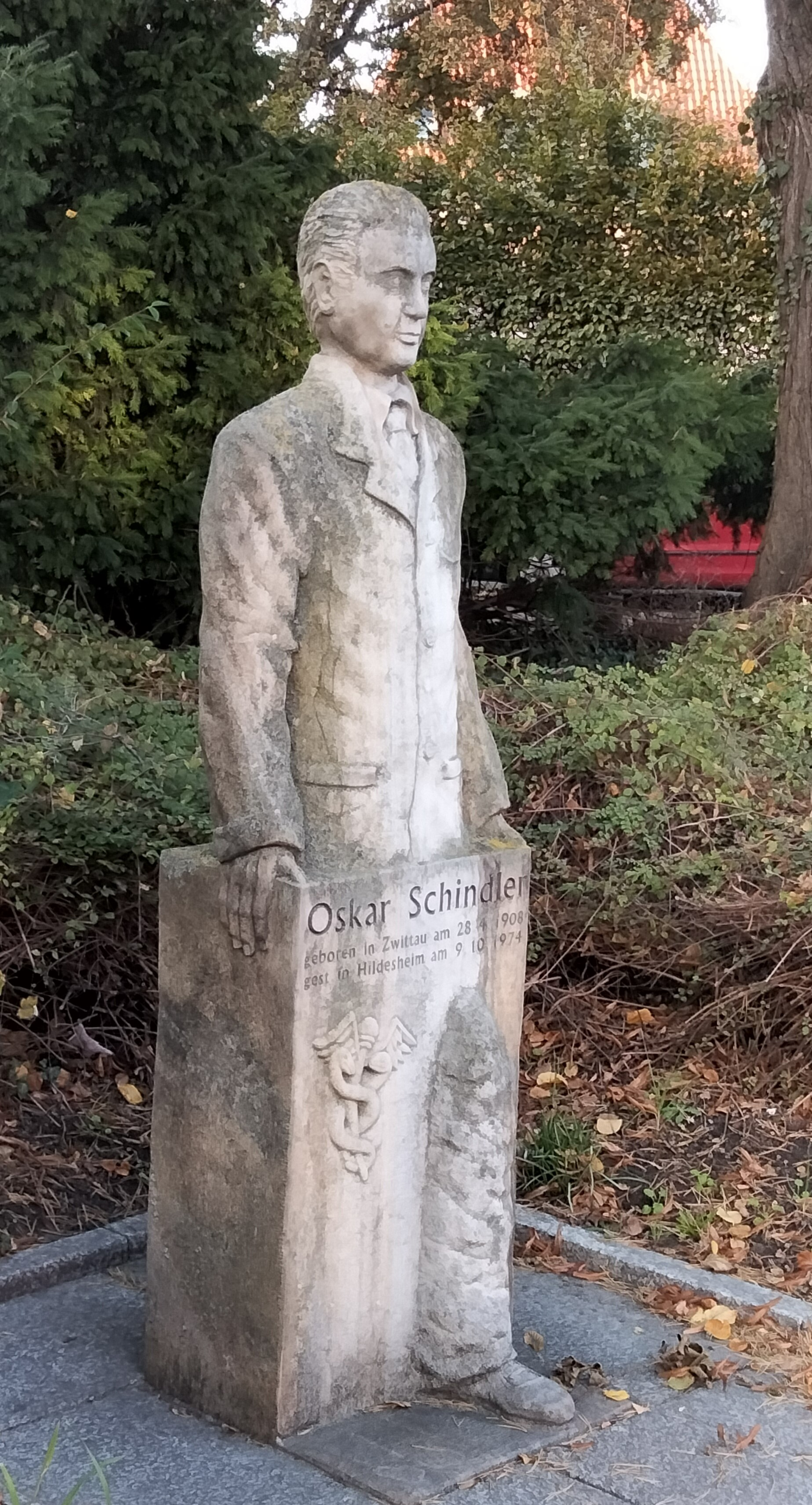
Schindlerdenkmal (2013 errichtet) in Hildesheim

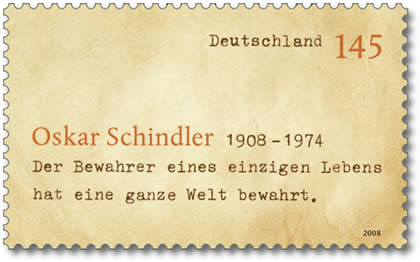
Briefmarke 2008

- „Wer nur ein einziges Leben rettet, rettet die ganze Welt“ – dieser aus dem Talmud stammende Spruch ist in den Ring eingraviert, den die von ihm geretteten Juden Oskar Schindler als Geschenk übergaben. Aus echtem Zahngold gemacht, war der Ring am Kriegsende das Einzige, was sie besaßen, um Schindler zu danken.
- 1962 durfte Schindler einen Johannisbrotbaum mit seinem Namen in der „Allee der Gerechten unter den Völkern“ von Yad Vashem pflanzen.[44] Eine vollwertige Anerkennung als Gerechter unter den Völkern durch Yad Vashem erfolgte im Juni 1993, etwa ein halbes Jahr vor dem Erscheinen von Spielbergs Film Schindlers Liste. Dabei ehrte Yad Vashem sowohl ihn als auch seine Frau Emilie.[45]
- 1965 erhielt Oskar Schindler das Bundesverdienstkreuz I. Klasse. Die Verleihung war eine Folge der gescheiterten Bemühungen des Filmstudios Metro-Goldwyn-Mayer um die Verfilmung von Oskar Schindlers Geschichte unter dem Titel Until The Last Hour.[46]
- 1967: Martin Buber Friedenspreis
- 1968: Päpstlicher Silvesterorden durch Paul VI., überreicht durch Weihbischof Walther Kampe[47]
- 2000: Namensgeber für den Asteroiden (11572) Schindler
- Die Bundesrepublik Deutschland ehrte Oskar Schindler 2008 aus Anlass seines 100. Geburtstags mit der Herausgabe einer 145-Cent-Sonderbriefmarke.
- In Augsburg, Frankfurt am Main, Stuttgart, Hildesheim, Köln, Nürnberg und Sendenhorst wurden Straßen nach ihm benannt. Am 27. April 2025 wurde der Vorplatz des Frankfurter Hauptbahnhofs zu „Emilie-und-Oskar-Schindler-Platz“ umbenannt.[20]
- Eine Schule und eine Straße in Hildesheim tragen seinen Namen,[48][49] und 2013 wurde ein Denkmal in der Nähe seines letzten Wohnorts eingeweiht.[50]

## Medien

### Roman
- Thomas Keneally: Schindlers Liste. Bertelsmann, München 1983 (erste deutschsprachige Ausgabe), ISBN 3-570-00489-9.

### Filmdrama

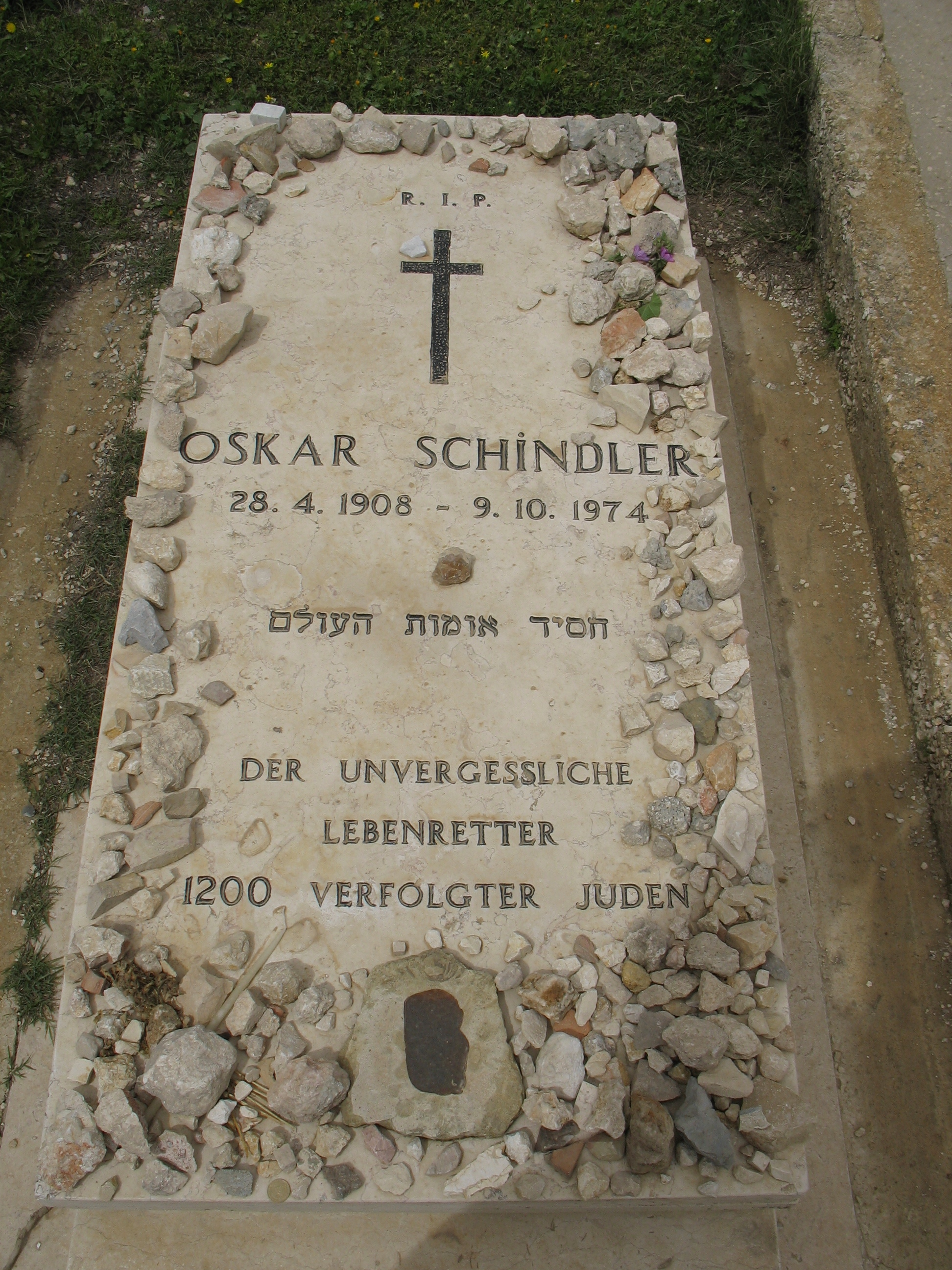
Schindlers Grab auf dem katholischen Friedhof auf dem Berg Zion, mit hebräischer Aufschrift: Gerechter unter den Völkern

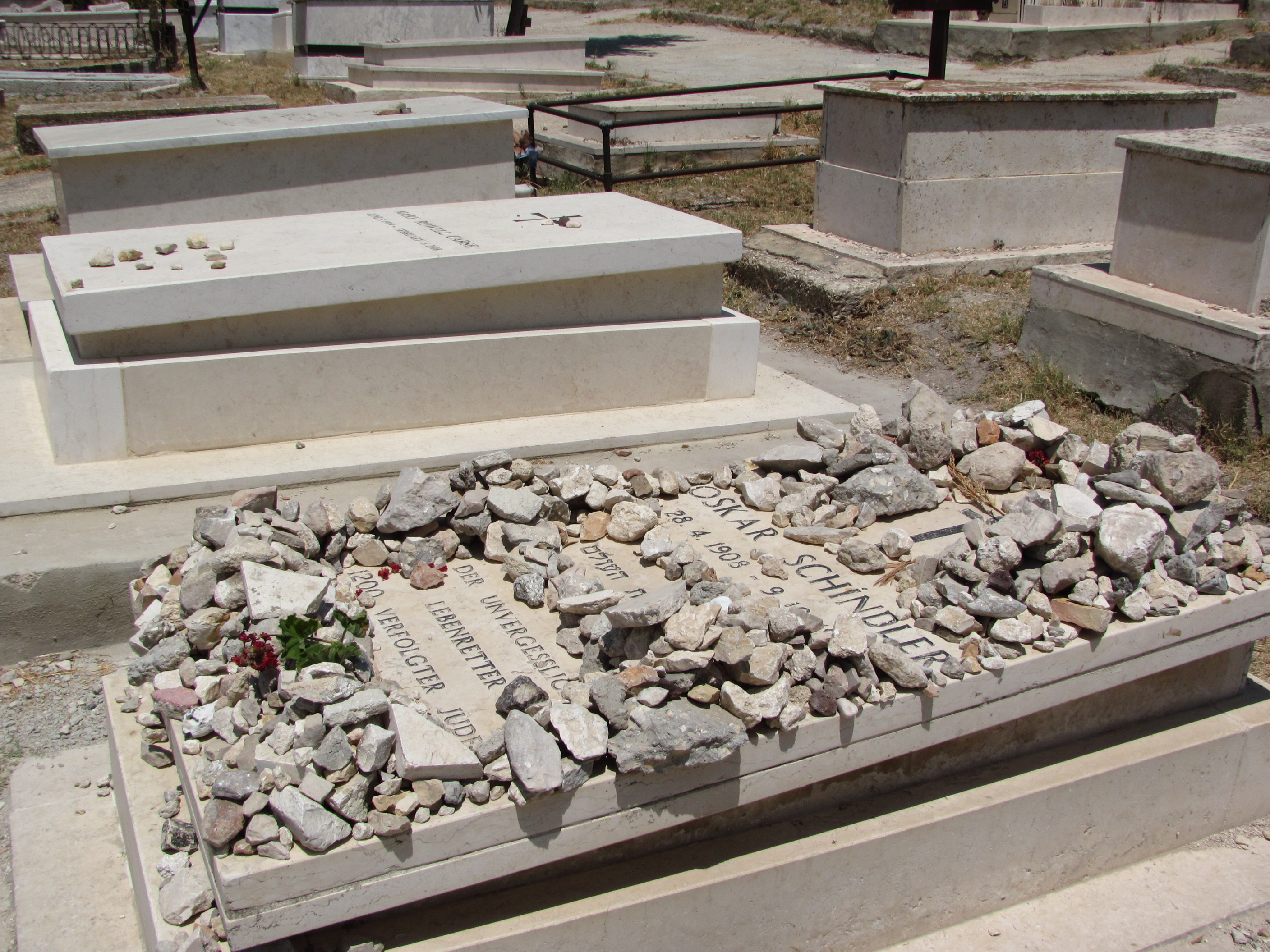
Schindlers Grab, Seitenansicht

Der amerikanische Regisseur Steven Spielberg setzte Oskar Schindler 1993 mit Schindlers Liste ein filmisches Denkmal. Der Film, der auf der 1982 erschienenen Biographie von Thomas Keneally basiert, wurde mit sieben Oscars ausgezeichnet.

### Filmdokumentationen
Kathrin Sänger, die Regisseurin von Schindlers Liste – Eine wahre Geschichte reiste in den 2010er Jahren für Spiegel TV nach Israel, um die letzten Überlebenden, die in Oskar Schindlers Fabrik gearbeitet hatten, zu interviewen. Sie interviewte Ignaz und Rena Birnhack, Mieczysław Pemper (Filmrolle des Itzhak Stern, Stenograf von Göth, Autor eines zum Filmtitel gleichnamigen Buchs von 2005) und Helen Jonas-Rosenzweig (Rolle der Helene Hirsch; als 17-jährige Haushaltssklavin bei Göth, genannt Susanne), Bronisława Horowitz-Karakulska, Moshe Bejski.
Unter anderem wird von ihnen erzählt, wie es Schindler gelang, 300 bereits nach Auschwitz abtransportierte Frauen etwa 14 Tage später wieder zurückzuholen. Es sei der einzige derart große Häftlings-Transport aus Birkenau heraus gewesen. Als die Rote Armee 1945 auf Brünnlitz vorrückte, konnte er mit Hilfe „seiner“ Juden aus der Tschechoslowakei wenige Stunden vor deren Ankunft fliehen. Sie und er wussten: Falls die Sowjets ihn, den Nazi und Fabrikdirektor, erwischen, würden sie ihn erhängen, noch bevor er etwas sagen könnte. Die bisherigen Sklavenarbeiter schützten ihn durch eine ihn bis nach Bayern begleitende Gruppe. Auch von seinen Besuchen in Israel wird berichtet: zweimal jährlich fuhr der verarmte Schindler aus Deutschland quasi zur Erholung für einige Wochen nach Israel auf die Einladung seiner „Kinder“ hin, wie er seine früheren „Angestellten“ nannte. Sein Umgang mit für ihn gesammeltem Geld wird thematisiert.
Bereits 1983 wurde in England der Dokumentarfilm Schindler von Jon Blair (Originaltitel: Schindler: The Documentary, für die Thames Television, gesendet in den USA 1994 als Schindler: The Real Story) ausgestrahlt. 1998 folgte die A&E Biography special Oskar Schindler: The Man Behind the List.

### Musik
Die schwedische Power-Metal-Band Civil War veröffentlichte 2015 auf ihrem 2. Studioalbum Gods and Generals den Song Schindler’s Ark, der Schindlers Rettung der Juden vor den Nationalsozialisten behandelt.